# Karim Abdul Razak
Karim Abdul Razak (Kumasi, Ghana, 18 de abril de 1956) es un exfutbolista y director técnico ghanés. Fue elegido como futbolista africano del año 1978. También jugó para la selección nacional de Ghana, ayudándola a ganar la Copa Africana de Naciones 1978. 
Razak, que también jugó en clubes de los Emiratos Árabes Unidos, Egipto y Costa de Marfil, fue clasificado por la Confederación Africana de Fútbol (CAF) en 2007 como uno de los 30 mejores futbolistas de la confederación de los últimos 50 años.

## Trayectoria

### Como jugador
En 1975, se mudó al club más exitoso de Ghana, Asante Kotoko. Después de un periodo de cuatro años con Kotoko, durante el cual se convirtió en miembro de la selección nacional y fue nombrado Futbolista Africano del Año en 1978, Razak dejó Ghana en 1979 para marcharse al New York Cosmos de la NASL, donde jugó junto a grandes futbolistas como: Franz Beckenbauer y Carlos Alberto.
En 1981, tras pasar casi dos años en el club estadounidense, el delantero ghanés decidió volver a casa, firmando con su ex club el Asante Kotoko. Después de un año, se mudó, esta vez a Al Ain FC de Emiratos Árabes Unidos, donde pasó dos temporadas. Razak luego firmó con El-Mokawloon El-Arab Sporting Club de Egipto, donde pasó los siguientes dos años de su carrera como jugador. antes de regresar a Ghana para un tercer período con Kotoko. Después de otros cinco años con el club de Ghana, Razak se mudó al equipo marfileño Africa Sports de Abiyán, donde se retiró dos años después.

### Como entrenador
Tras retirarse como futbolista, Razak, que se había convertido en jugador-entrenador en el Al Ain FC, comenzó su carrera como entrenador, al frente de varios clubes semiprofesionales de Togo, antes de trasladarse al AS Dragons FC de l'Ouémé.
En 2000, tuvo un breve período como entrenador asistente de la selección nacional de Ghana. Después de dejar el equipo de Ghana, Razak se fue a Malí, donde ganó la Primera División de Malí y el doble de copa con el Stade Malien. En 2003, fue nombrado entrenador del Asante Kotoko y ayudó al club a ganar su primera liga local luego de diez años. Se despidió de su cargo después de la temporada de la liga 2003-04, y finalmente regresó al Stade Malien por dos temporadas más.

## Selección nacional
Razak fue miembro del seleccionado nacional de Ghana que compitió en la Copa Africana de Naciones 1978 como anfitrión del torneo. Marcó dos goles para la victoria, uno contra Zambia en la primera ronda y otro para derrotar a Túnez por 1-0 en semifinales. Su gol decisivo contra Túnez fue denominado el "Gol de Oro". Ghana derrotó a Uganda en la final, ganando su tercer título continental.
Según un informe de la UEFA, Razak participó en un total de 70 partidos internacionales con Ghana, anotando 25 goles.

## Clubes
| Club                               | País                   | Año         |
| ---------------------------------- | ---------------------- | ----------- |
| Cornerstones                       | Ghana                  | 1972 - 1975 |
| Asante Kotoko                      | Ghana                  | 1975-1979   |
| New York Cosmos                    | Estados Unidos         | 1979-1981   |
| Al Ain FC                          | Emiratos Árabes Unidos | 1982-1983   |
| El-Mokawloon El-Arab Sporting Club | Egipto                 | 1983-1985   |
| Asante Kotoko                      | Ghana                  | 1985-1988   |
| Africa Sports National             | Costa de Marfil        | 1989-1990   |

## Palmarés
| Título                              | Club                   | País                   | Año            |
| ----------------------------------- | ---------------------- | ---------------------- | -------------- |
| Liga Premier de Ghana               | Asante Kotoko          | Ghana                  | 1981-1986-1987 |
| Copa de Ghana                       | Asante Kotoko          | Ghana                  | 1978           |
| North American Soccer League        | New York Cosmos        | Estados Unidos         | 1978           |
| Copa Trans-Atlantic Challenge       | New York Cosmos        | Estados Unidos         | 1980           |
| Copa Joint League                   | Al Ain FC              | Emiratos Árabes Unidos | 1983           |
| Primera División de Costa de Marfil | Africa Sports National | Costa de Marfil        | 1989           |
| Copa de Costa de Marfil             | Africa Sports National | Costa de Marfil        | 1989           |
| Copa Houphouët-Boigny               | Africa Sports National | Costa de Marfil        | 1989           |

### Distinciones individuales
| Distinción                  | Otorgado por            | Año  |
| --------------------------- | ----------------------- | ---- |
| Futbolista Africano del Año | Revista France Football | 1978 |